# 帶紋多環海龍
帶紋多環海龍（学名：Hippichthys spicifer），为輻鰭魚綱棘背魚目海龍魚科的其中一種，分布於印度太平洋區，從紅海、東非至斯里蘭卡、澳洲、薩摩亞群島等半鹹水水域，體為褐色，體下半部具深色腹環，背鰭軟條25-30枚，體長可達18公分，棲息在河口或沿海河流下游，卵胎生。